# Combiers
Combiers település Franciaországban, Charente megyében. Lakosainak száma 126 fő (2022. január 1.). Combiers Charras, Édon, Rougnac, La Rochebeaucourt-et-Argentine, Sainte-Croix-de-Mareuil és Mareuil en Périgord községekkel határos.

### Helyi nevezetességek

#### Lasfonds (a vár)
A nevet De LASFOND úr adta, aki 1856-tól építette a várat, és 1861. június 17. előtt fejezte be. Korábban a helyet „Le Peux”-nak vagy „Le Pey”-nek hívták, ami a latin „podium”, „domb, kiemelkedés, magaslat” szóból származik.

## Népesség
A település népességének változása:
| Lakosok száma | 214  | 145  | 127  | 116  | 125  | 125  | 124  | 123  | 122  | 126  |
|               | 1968 | 1982 | 1990 | 2006 | 2013 | 2015 | 2017 | 2019 | 2020 | 2022 |